# Saint-Michel (Aisne)
Saint-Michel település Franciaországban, Aisne megyében. Lakosainak száma 3222 fő (2022. január 1.). Saint-Michel Bucilly, Hirson, Martigny, Watigny és Momignies községekkel határos.

## Népesség
A település népessége az elmúlt években az alábbi módon változott:
| Lakosok száma | 4342 | 4044 | 3783 | 3520 | 3535 | 3476 | 3417 | 3314 | 3279 | 3222 |
|               | 1968 | 1982 | 1990 | 2006 | 2013 | 2015 | 2017 | 2019 | 2020 | 2022 |